# ان.ئی.آر.دی.
ان.ای.آر.دی (به انگلیسی: N.E.R.D)(مخفف No one Ever Really Dies به معنی کسی تا به حال واقعاً نمرده) نام گروه راک، فانک و هیپ هاپ آمریکایی است.
در سال ۲۰۰۵ همزمان با اتمام قرارداد گروه با ویرجینیا رکوردز گروه به مدت سه سال دست از فعالیت کشید و سر انجام در سال ۲۰۰۸ آلبوم جدیدی منتشر کرد.این سومین آلبومی بود که گروه تا آن زمان منتشر کرده بود و در هفته اول بیش از ۸۰،۰۰۰ نسخه فروش رفت.

## آلبوم‌ها
- In Search Of... - ۲۰۰۲
- Fly or Die - ۲۰۰۴
- Hiatus and Seeing Sounds - ۲۰۰۸
- Nothing - ۲۰۱۰